# Ifigénia

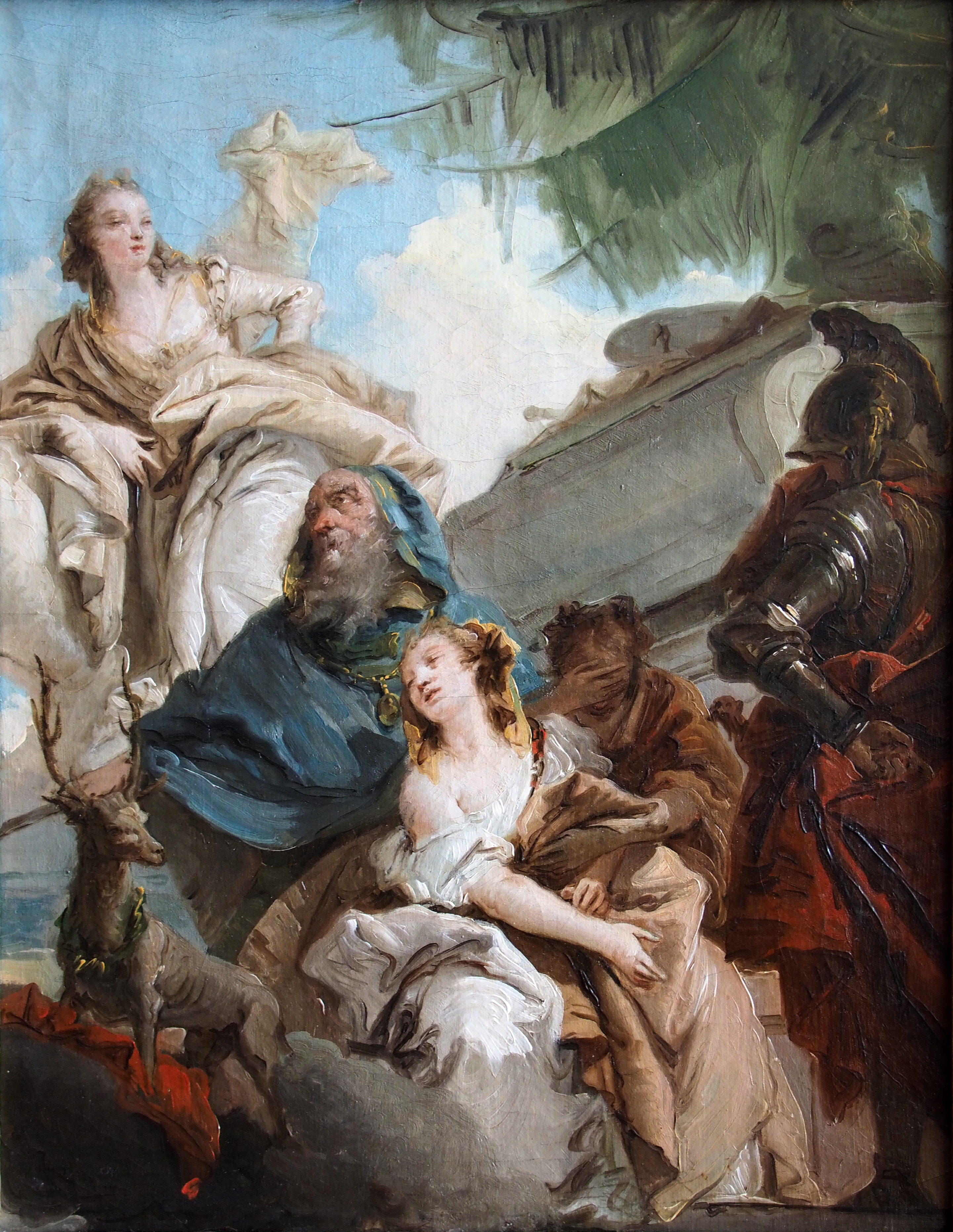
O sacrifício de Ifigênia
Por Giovanni Battista Tiepolo, 1757, Villa Valmarana

Ifigénia (português europeu) ou Ifigênia (português brasileiro) (em grego clássico: Ἰφιγένεια), também Ifigenia, na mitologia grega, era a filha mais velha de Agamemnon e Clitemnestra, irmã de Orestes e Electra e sobrinha de Menelau e Helena. Princesa de Micenas e símbolo de auto-sacrifício feminino. Seu nome significa "forte desde o nascimento". Eurípedes morreu sem concluir as peças, então várias versões existem na tentativa de concluí-la seguindo as inteções originais do autor. Acredita-se que Eurípedes, o jovem, filho ou sobrinho de Eurípedes, concluiu a peça e a apresentou 400 a.C. onde ganhou o primeiro lugar pela obra.

## Família

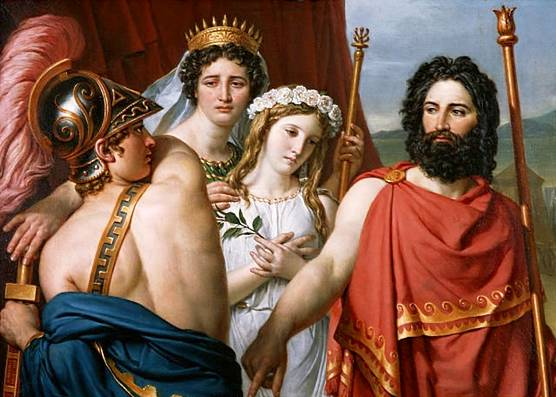
Aquiles furioso defendendo Ifigênia e Clitemnestra
Jacques-Louis David
Museu de Arte Kimbell

Agamemnon e Clitemnestra tiveram um filho, Orestes, e três filhas, Crisótemis, Ifigênia e Electra. Agamemnon e Menelau eram filhos de Atreu, sendo sua mãe Aérope. ou, de acordo com outras versões, filhos de Plístene, filho de Atreu.
Clitemnestra era filha de Tíndaro e Leda; Leda teve um filho e uma filha de Zeus, Pólux e Helena, e um filho e uma filha de Tíndaro, Castor e Clitemnestra. Clitemnestra havia sido casada com Tântalo, filho de Tiestes; tanto Tântalo quanto o filho recém nascido do casal foram assassinados por Agamemnon, que, em seguida, desposara Clitemnestra.
A briga entre os descendentes de Atreu e do seu irmão Tiestes começou com o adultério de Aérope, esposa de Atreu, com Tiestes. Em seguida, Atreu assassinou os filhos de Tiestes, e deu para ele comer os filhos, revelando, ao final, quem ele estava comendo. Tiestes engravidou sua própria filha, com quem teve um filho, Egisto; Egisto matou Atreu e entregou Micenas a Tiestes. Tíndaro removeu Tiestes do trono de Micenas, entregando a cidade a Agamemnon, e casando suas duas filhas Clitemnestra e Helena, respectivamente, com Agamemnon e Menelau.

## Ifigênia em Áulis

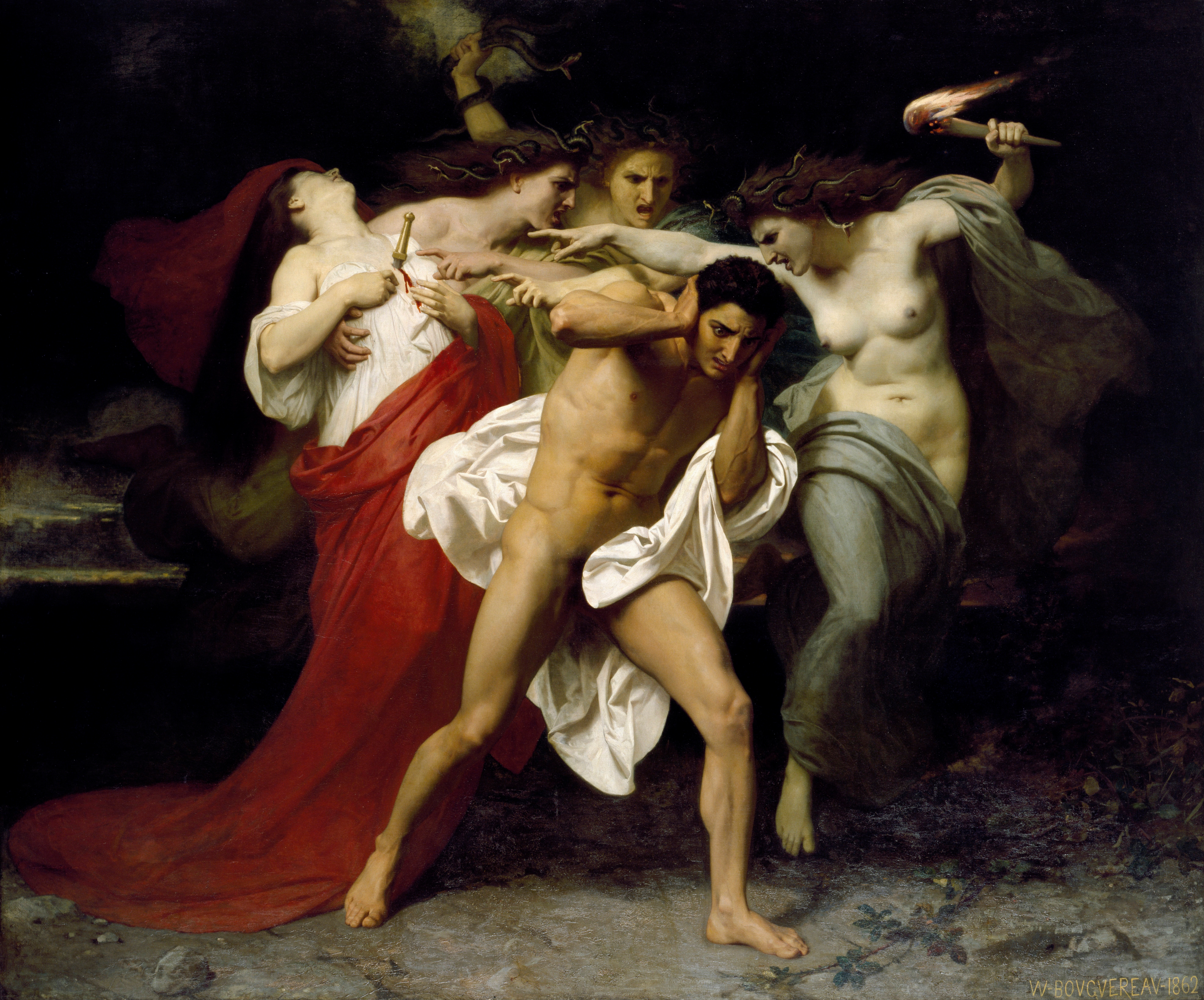
Orestes atormentado pelas Fúrias por ter matado sua mãe
Por William-Adolphe Bouguereau, 1862
Chrysler Museum of Art

Segundo Eurípedes, antes de partir para Troia, Agamemnon irritou Ártemis ao caçar um cervo em uma floresta sagrada e se gabar de ser o melhor caçador. Como punição os ventos no porto de Áulis pararam e Agamenon deveria sacrificar sua filha em um altar a Ártemis, para que a deusa fizesse soprar bons ventos para a partida dos exércitos gregos a Troia. Agamemnon manda uma carta a sua esposa, Clitemnestra, para que traga a filha com a promessa que ela se casaria com Aquiles. Depois se arrepende e tenta mandar uma nova carta, que é lida por Menelau que briga com o irmão. Mas já é tarde demais e Clitemnestra, Orestes e Ifigênia já haviam chegado a Áulis. 
Agamemnon tenta convencer Clitemnestra voltar para Micenas mas ela se recusa a não participar do casamento da filha. Quando encontra Aquiles, que desconhece a trama, ambos descobrem a verdade sobre o cruel destino a espera da filha, e que fora enganada pelo marido. O exército se revolta com a demora, mas Aquiles defende Ifigênia mesmo da raiva dos mirmidões. Ifigênia decide se sacrificar para impedir que a revolta continue, para que Aquiles não seja ferido em vão e para ajudar os gregos a seguirem para Troia. Para admiração de Aquiles ela segue para o altar ignorando as súplicas da mãe que se desespera com seu destino cruel. No último momento, Ártemis substituiu a princesa por uma corça, e a fez sua suma sacerdotisa, levando-a para Táurida.  Em outra versão ela é realmente sacrificada mas sua alma é resgatada e imortalizada pelos deuses.

## Orestes e as fúrias
Clitemnestra não admitiu Agamemnon sacrificar sua própria filha, e por isso matou-o quando ele estava na piscina do palácio. Sete anos depois, quando Orestes, irmão de Ifigênia, retorna a Micenas e descobre o que havia ocorrido, por pressão de Electra, sua irmã mais nova, mata sua mãe e o amante dela na tentativa de vingar a morte de seu pai. Por ter cometido matricídio passou a ser castigado pelas fúrias com chicotadas e tochas até enlouquecer. Seu melhor amigo desde a infância, Pílades, o acompanha tentando mantê-lo são.

## Ifigênia em Táurida

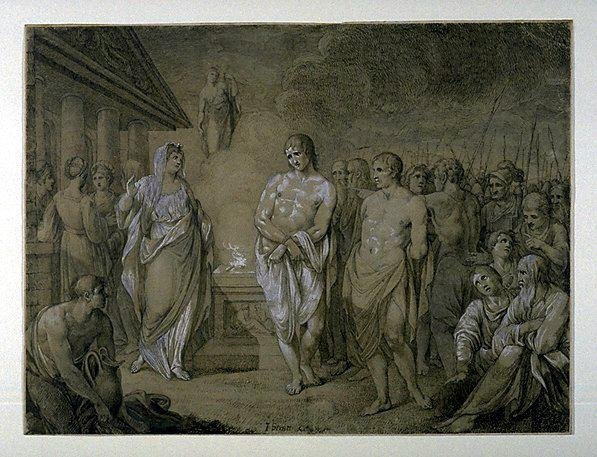
Orestes, Pilades sendo levados a Ifigênia
Por Joseph Strutt (1749 - 1802), Museu de Belas Artes de São Francisco

Orestes procurou o Oráculo de Delfos para descobrir como se livrar das chicotadas das Fúrias. O oráculo revelou que ele só seria libertado caso conseguisse se apossar de uma estátua de Ártemis em Táurida. Seu amigo Pílades o acompanha nessa viagem e ambos são protegidos por Atena por sua coragem. Quando chegam, Orestes tem um ataque de loucura e tenta matar os bezerros dos camponeses acreditando que eles são as Fúrias que o atormentam. Ambos são capturados e levados para serem sacrificados pela suma sacerdotisa virgem no templo de Ártemis.
Ifigênia e Orestes não se reconhecem imediatamente, mas durante os ritos pré-sacrifício, ao descobrir que ele é de Micenas, questina-o se Orestes ainda está vivo. Ele diz que sim, então ela propõe que poupará sua vida caso ele entregue uma carta a Orestes. Orestes pede a seu amigo que retorne a Micenas para entregar a carta deixando lá para ser sacrificado sozinho, mas este se recusa e revela a identidade de Orestes. Após esclarecimentos, Ifigênia planeja uma fuga com sua sagacidade e engana os outros sacerdotes dizendo que o estrangeiro não serve como sacrifício por ser um matricida e por seu amigo ser cumplice e que agora deverá levar a estátua maculada para ser purificada no mar. Com a ajuda de Atenas os três conseguem fugir de volta para Micenas e derrotar quem os perseguia. Quando chegam ao palácio, Electra reencontra Ifigênia que conta o ocorrido. Quando menciona que deveria sacrificar o irmão Electra ameaça matar sua irmã, mas Orestes se revela e a salva do mal entendido. Orestes recupera sua sanidade e se torna rei, casando-se com sua prima Hermíone. Sua irmã Electra se casa com Pílades e Ifigênia seguiu como sacerdotisa de Ártemis. O destino da estátua de Ártemis ainda é disputado por mais de cinco cidades diferentes. Existem relatos de que por muitos anos diversos rituais onde eram aplicadas chicotadas em jovens até cobrir a estátua de sangue foram feitos diante dessas estátuas na tentativa de agradar a deusa.